# Sasso di Mezzodì
Il Sasso di Mezzodì, in lingua ladina: Sass di Mezdì, (1.882 m s.l.m.) è una montagna delle dolomiti d'Oltrepiave che si trova nel territorio del comune di Perarolo di Cadore.